# Carlos Henrique Raimundo Rodrigues
Carlos Henrique Raimundo Rodrigues (* 24. Dezember 1976 in Barra do Piraí) ist ein ehemaliger brasilianischer Fußballspieler.

## Karriere
Henrique begann seine Karriere 1994 beim Erstligisten Criciúma EC. Am Ende der Saison 1997 stieg der Verein in die zweiten Liga ab. 1998 wechselte er zum Zweitligisten Sampaio Corrêa FC. 1999 wechselte er zum japanischen Erstligisten Verdy Kawasaki. 2000 kehrte er zu Sampaio Corrêa zurück. 2003 wechselte er zum vietnamesischen Erstligisten Đồng Tâm Long An. Mit dem Verein wurde er 2005 und 2006 vietnamesischer Meister. Danach spielte er bei Vissai Ninh Bình FC, Quy Nhơn Bình Định FC und Quảng Ngãi FC. 2009 beendete er seine Karriere als Fußballspieler.

## Erfolge
Đồng Tâm Long An
- Vietnamesischer Meister: 2005, 2006